# Vigasio
Vigasio ist eine norditalienische Gemeinde (comune) mit 10.322 Einwohnern (Stand 31. Dezember 2023) in der Provinz Verona in Venetien. Die Gemeinde liegt etwa 14 Kilometer südlich von Verona.

## Geschichte
Der Ortsname geht vermutlich auf das lateinische vicus attii zurück und kennzeichnete damit einen Siedlungsplatz der Attier, die wohl den Venetern zuzuordnen waren.
Urkundlich erwähnt wird die Ortschaft erstmals 1014. Als Wechselstation zwischen Mantua und Verona hatte der Ort frühzeitig eine gewisse Bedeutung erlangt.

## Persönlichkeiten
- Italo Montemezzi (1875–1952), Komponist

## Verkehr
An Vigasio vorbei führt die Brennerautobahn. Der nächste Anschluss ist in Nogarole Rocca bzw. in Verona. Mit der Verlegung der Bahnstrecke Verona-Rovigo wurde der Bahnhof in Vigasio 1986 geschlossen.